# 53-я дивизия (Япония)
53-я дивизия (яп. 第53師団 Dai-gojūsan Shidan) — пехотная дивизия в Императорской японской Армии.

## История формирования
53-я дивизия (яп. 第53師団, Дай-годзюсан Сидан) — пехотная дивизия Императорской армии Японии. Его позывной — «Дивизия мира» (安兵団, Ясуси Хэйдан). Она была сформирована 16 сентября 1941 года в Киото и первоначально приписана к армии Центрального округа. Ядром формирования дивизии стал штаб 16-й дивизии. Бойцы 53-й дивизии были призваны из префектур Сига, Фукуи, Миэ и Киото, входящих в Киотский мобилизационный округ.
Во время сражения 18-я дивизия была усилена 119-м пехотным полком из состава 53-й дивизии в попытках отбить Мейтхила у союзников.
Наконец, после отступления на юг дивизия понесла дальнейшие тяжелые потери от артиллерийского огня и авиаударов в битве за Ситтанг-Бенд в июле-августе 1945 года. Остатки дивизии прекратили боевые действия в низовьях реки Ситаун 17 августа 1945 года, после капитуляции Японии.